# Szeráf

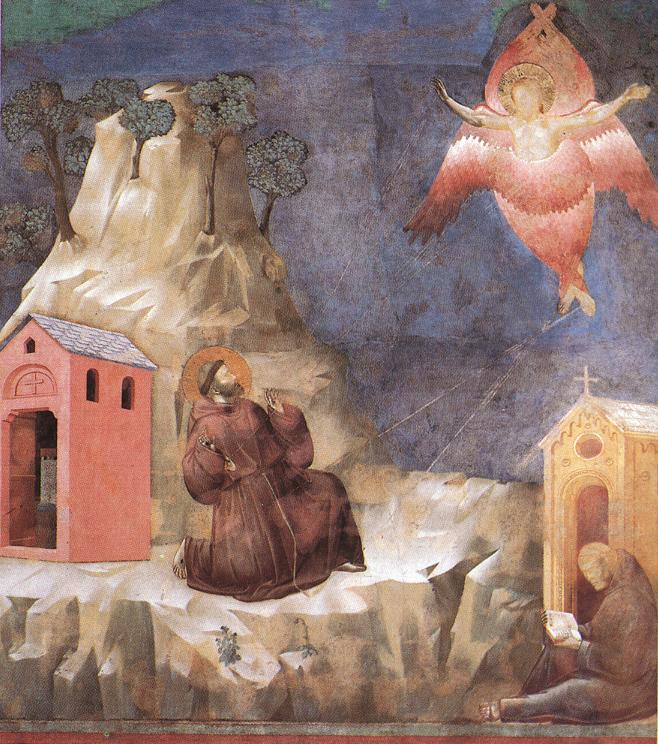
Giotto: Assisi Szent Ferenc látomása: egy szeráftól megkapja Krisztus sebeit (részlet az Assisi Szent Ferenc-bazilika freskó-sorozatából)

A szeráfok a zsidó és keresztény vallásban az angyalok első karának hatszárnyú teremtményei. 

## Jellemzői
A szeráfok az Isten iránti szeretetet képviselik, trónja körül állnak, s dicsőségét zengik. Hat szárnyuk van, kettő-kettő a fejükön, a lábukon és a derekukon. Az ókeresztény festőművészetben egész alakok, s mind a hat szárnyuk a fejükön és vállukon van.  
„Mindegyiknek hat-hat szárnya volt. Kettővel befödték arcukat, kettővel befödték lábukat, s kettővel lebegtek.” 
Hatszárnyú szeráf képi ábrázolása a budapesti Szent Ferenc sebei templom (I. ker., Fő utca, 41. sz.) főoltárán látható.
A szeráf szó a megemésztő, elégető, elnyelő tüzet jelentő száraf igéből származik, tehát tüzes, izzó, elégető, megemésztő lényt jelent.
A legtöbb teológus szerint Isten jelenlétének, szentségének közvetlen őrei. Ha Isten útra kel, jelenléte lejön a Földre, akkor sem hagyják el, hanem e négy lény hordozza, veszi körül, mint afféle „testőrök”.